# Sipilou
Sipilou est une ville et chef-lieu du département de Sipilou dans la région du Tonkpi dans l'ouest de la Côte d'Ivoire. Sipilou est également un chef-lieu de commune. Ville cosmopolite, située à la lisière de la frontière avec la République de Guinée-Conakry, Sipilou est un grand carrefour située à équidistance de Biankouma (à l'Est), Danané (au Sud-Est), Touba (au Nord) et Nzérékoré (la capitale de la Guinée-forestière). Cette situation géographique constitue un atout majeur pour la ville et lui offre d'énormes potentialités économiques, commerciales, culturelles et touristiques.